# تسوية دائمة

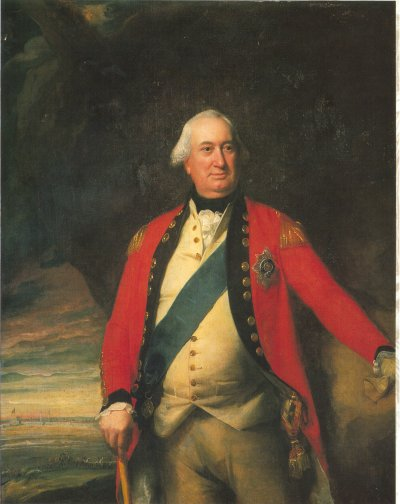
تشارلز كورنواليس ودوره في إرساء التسوية الدائمة في الهند البريطانية

التسوية الدائمة، المعروفة كذلك بتسوية البنغال الدائمة، هي اتفاق بين شركة الهند الشرقية ومالكي الأراضي البنغاليين ينص على تحديد العوائد التي ينبغي جمعها من الأراضي وكان لها تداعيات بالغة الأثر على الأساليب الزراعية والإنتاجية في الإمبراطورية البريطانية بأسرها والواقع السياسي للريف الهندي. أنهت إدارة الشركة برئاسة تشارلز، إيرل كورنواليس هذه الاتفاقية في عام 1793. شكلت جزءًا من مجموعة أكبر من التشريعات التي عُرفت باسم قانون كورنواليس. صنّف قانون كورنواليس لعام 1793 موظفي الخدمات في شركة الهند الشرقية ضمن ثلاثة فروع: الإيرادات والقضاء والتجارة. تولى الزميندار، الهنود الأصليين الذين عوملوا على أنهم مالكو الأراضي، مهمة تحصيل الإيرادات. أنشأ هذا التصنيف طبقة من مالكي الأراضي الذين دعموا السلطة البريطانية.
استُحدثت التسوية الدائمة أولًا في البنغال وبيهار ثم في منطقة مدراس وفاراناسي الجنوبية. انتشر هذا النظام في نهاية المطاف في جميع أنحاء شمال الهند من خلال سلسلة من القوانين الصادرة بتاريخ 1 مايو 1793. بقيت هذه القوانين سارية المفعول إلى أن صدر قانون الاستئجار لعام 1833. يسود كذلك نظامي ريوتواري وماهالواري في الهند.
يزعم الكثير أن التسوية ونتائجها عانت من عيوب كثيرة إذا ما قورنت بأهدافها الأولية المتمثلة في زيادة العائدات الضريبية واستحداث سوق عقاري على النمط الغربي الأوروبي في البنغال وتشجيع الاستثمار في الأراضي والزراعة، وبالتالي خلق الظروف المؤاتية للنمو الاقتصادي طويل الأجل لكل من الشركة وسكان المنطقة. في بادئ الأمر، كانت سياسة (كريشنا) المتمثلة في تحديد معدل العائدات الضريبية المتوقعة مستقبلًا تعني أن دخل الشركة من الضرائب انخفض بالفعل في الأمد البعيد بسبب ثبات العائدات أثناء زيادة النفقات بمرور الوقت. من ناحية أخرى، ازدادت حالة الفلاحين البنغاليين سوءًا، إذ أصبحت المجاعات أمرًا متكرر الحدوث وسعى أصحاب الأراضي (الذين كانوا عرضة لخسارة أراضيهم بمجرد فشلهم في تسليم المبلغ المتوقع من الضرائب) إلى تأمين العائدات من خلال إجبار المزارعين المحليين على زراعة المحاصيل النقدية كالقطن والجوت، بينما فشل مالكو الأراضي في الاستثمار الخاص طويل الأجل في البنية التحتية الزراعية.

## معلومات أساسية
سابقًا، كان الزميندار في البنغال وبيهار وأوديشا موظفين لديهم الحق في تحصيل الإيرادات نيابة عن الإمبراطور المغولي وممثله، الديوان، في البنغال. أشرف الديوان على الزميندار للتأكد من أنهم لم يكونوا متساهلين أو متشددين. عندما منحت الامبراطورية شركة الهند الشرقية صلاحية السيطرة على البنغال في أعقاب معركة بوكسار عام 1764، وجدت الشركة نفسها تفتقر إلى إداريين مدربين، ولا سيما من هم على معرفة بالعرف المحلي والقانون. نتيجة لذلك، لم يخضع أصحاب الأراضي للإشراف أو جرى التبليغ عنهم إلى مسؤولين فاسدين. نجم عن ذلك تحصيل الإيرادات دون مراعاة للدخل المستقبلي أو الرفاه المحلي.
في أعقاب مجاعة البنغال المدمرة في عام 1770، والتي تُعزى جزئيًا لسوء الإدارة، فهم مسؤولو الشركة في كالكوتا أهمية الرقابة على مسؤولي الإيرادات. استحدث وارن هاستينغز، الحاكم العام آنذاك، نظام تفتيش يُجرى كل خمس سنوات وضرائب زراعية مؤقتة. لم يرغبوا في السيطرة المباشرة على الإدارة المحلية في القرى لعدة أسباب، منها عدم رغبة الشركة بإثارة استياء من كانوا يتمتعون عادة بالسلطة والهيبة في ريف البنغال.
لم تنظر الشركة في مسألة الحوافز. فر العديد من جامعي الضرائب المعينين ومعهم أكبر قدر ممكن من الإيرادات خلال الفترة الفاصلة بين عمليات التفتيش. أٌحيط البرلمان البريطاني علمًا بالعواقب الوخيمة للنظام، وفي عام 1784، أصدر رئيس الوزراء البريطاني ويليام بيت تعليمات إلى إدارة كالكوتا بتغيير النظام على الفور. في عام 1786، أُرسل تشارلز كورنواليس إلى الهند لإصلاح ممارسات الشركة.
في عام 1786، اقترحت محكمة إدارة شركة الهند الشرقية لأول مرة تسوية البنغال الدائمة، وتغيير السياسة التي تتبعها كالكوتا آنذاك، والتي حاولت زيادة الضرائب على الزميندار. بين عامي 1786 و1790، دار نقاش مكثف بين الحاكم العام الجديد اللورد كورنواليس والسير جون شور حول ما إذا كان يتعين عليهم تقديم تسوية دائمة مع الزميندار أم لا. قال شور إن الزميندار الأصليين لن يثقوا في أن تكون التسوية الدائمة دائمة وأن الأمر سيستغرق وقتًا قبل أن يدركوا أنها فعلية.
تجلى الهدف الرئيسي من التسوية الدائمة بحل مشكلة الأزمة الزراعية والضائقة التي أدت إلى انخفاض الإنتاج الزراعي. يعتقد المسؤولون البريطانيون أن الاستثمار في الزراعة والتجارة وموارد إيرادات الدولة يمكن زيادته بالزراعة. لإصلاح الإيرادات بصورة دائمة وضمان حقوق الملكية، اعتُمد النظام المعروف بالتسوية الدائمة. يعتقد البريطانيون أنه بمجرد تحديد متطلبات الدولة من الإيرادات بصورة دائمة، سيكون هناك تدفق منتظم للدخل الضريبي. علاوة على ذلك، سيستثمر أصحاب الأراضي في أراضيهم الزراعية وبإمكانهم الاحتفاظ بالفوائض الزائدة عن الضريبة الثابتة. يعتقد المسؤولون البريطانيون أن هذه العملية ستؤدي إلى ظهور فئة من المزارعين ميسوري الحال ومالكي الأراضي الأثرياء الذين يستثمرون رؤوس أموالهم لإنتاج المزيد من الفوائض. ستكون هذه الطبقة الناشئة الجديدة موالية للبريطانيين، الذين كانوا ما يزالون يحاولون ترسيخ وجودهم في شبه القارة الهندية. كانت هذه السياسة حسنة النية، فلم تحدد هوية الأفراد الذين كانوا على استعداد للتعاقد على دفع الإيرادات الثابتة على الدوام والاستثمار في تحسين الزراعة. عقب الكثير من المناقشات والخلاف بين المسؤولين، جرى التوصل إلى تسوية دائمة مع الطبقة الأرستقراطية في البنغال وصُنفوا على أنهم من الزميندار. تعيّن عليهم دفع إيرادات ثابتة إلى الأبد. بالتالي، لم يكن الزميندار مالكو أراضي وإنما عملاء الدولة لجباية الإيرادات. يعتقد كورنواليس أنهم سيقبلون بذلك على الفور، وسيبدأون الاستثمار في تحسين أراضيهم. في عام 1790، أصدرت محكمة الإدارة تسوية مدتها عشر سنوات للزميندار، والتي أصبحت دائمة في عام 1793.
بموجب قانون التسوية الدائمة لعام 1793، أُلغي حقهم في الاحتفاظ بالقوات المسلحة، وظلوا مجرد جامعي ضرائب. أصبحوا ضعيفين لمنعهم من عقد أي محكمة، إذ عينت الشركة مسؤولًا عنها. يعتقد المسؤولون البريطانيون أن الاستثمار في الأرض من شأنه أن يحسن الاقتصاد.
فشل هذا النظام على المدى الطويل بسبب الصعوبات التشغيلية بالإضافة إلى عدم مراعاة الطبيعة الموسمية وغير المستقرة للزراعة البنغالية في التسوية الدائمة. لم تفهم الشركة كذلك المسائل المتعلقة بالبنية التحتية فضلًا عن المجتمع.